# Батраки (рассказ)
«Батраки» ― рассказ русского советского писателя Михаила Александровича Шолохова, написанный в 1926 году.

## История публикации
Рассказ «Батраки» впервые опубликован в журнале «Комсомолия» 1926 года, № 10. Рассказ был включён в сборник «Лазоревая степь» в августе 1926 года.

## Описание
Объём и композиционное строение произведения (оно состоит из 19 небольших главок), неторопливая интонация в развёртывания сюжета делают его близким к повести. Несмотря на свою плакатность («говорящие» фамилии двух героев-антиподов ―  «Бойцов» и «Благуродов») и агитационность (рассказ о проблемах сельского комсомола и путях их решения), в ряде сцен (гибель отца Фёдора, Наума Бойцова; жизнь главного героя у Благуродова и др.) проявилось возросшее писательское мастерство М.А. Шолохова, в эту пору уже работавшего над «Тихим Доном». Произведение насыщено пейзажными зарисовками Донского края, которые, сопровождая события, оттеняя их внутренний смысл, задают верный тон повествованию.

## Сюжет
В основе повествования история батрака Фёдора Бойцова, отец которого трагически погиб, подрядившись к местному попу «подрезать» жеребца, а мать ушла собирать милостыню. Отбыв два месяца на непосильной работе у крепкого хозяина Хреновского посёлка Захара Денисовича Благуродова, не заплатившего ему денег, Фёдор прибивается к комсомольской ячейке хутора Дубовского, своей «кровной родне», и сам вскоре становится комсомольцем. В дальнейшем Бойцов подаёт на  Благуродова в суд, выигрывая его и организует в Хреновском комсомольскую ячейку, немало претерпев от поселковых кулаков.

## Прототипы
Образ главного героя, Фёдора Бойцова, сродни более раннему образу обездоленного сельского паренька Алексея Попова из рассказа  М.А. Шолохова «Алёшкино сердце».
По мнению Г.Я. Сивоволова, в образе Захара Денисовича Благуродова «легко угадывается фигура Якова Алексеевича Дударева», «одного из зажиточных каргинских казаков, державшего и при советской власти большое хозяйство и наёмных работников. Обиженные батраки подкидывали ему «красного петуха», поджигали скирды сена, ломали молотилку, но цепкий хозяин снова оправлялся, в длинной распущенной холщовой рубахе босиком хромал по двору, подгоняя работников».